# American Motors
La American Motors Corporation (AMC) fu una casa automobilistica statunitense fondata il 14 gennaio 1954 con sede a Southfield in Michigan. La AMC deriva dalla fusione tra Nash-Kelvinator Corporation e la Hudson Motor Car Company.

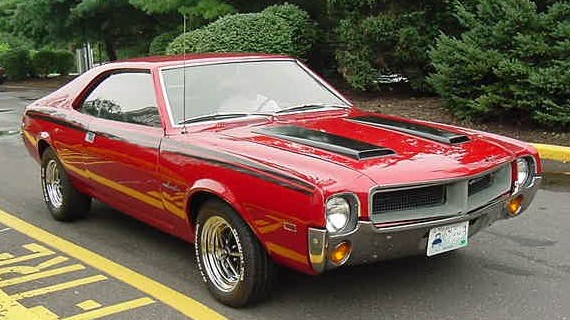
Una AMC Javelin del 1968

In quei tempi fu la maggiore fusione nella storia degli Stati Uniti, valutata in 198 milioni di dollari ($1,44 miliardi in dollari del 2006).
Gli affari che scendevano e il mercato USA che diventava molto competitivo, convinsero i vertici della AMC a cercare un partner alla fine degli anni settanta, così nel 1979 si perfezionò l'accordo con la Renault. L'accordo andò avanti fino al 2 marzo 1987, quando la American Motors Corporation fu acquistata dalla Chrysler, che dismise i marchi AMC e Renault dagli USA. Il marchio Jeep fu invece mantenuto in produzione, così come la Eagle.

## Marchi posseduti
- Beijing Jeep 1983; continua sotto la proprietà della Chrysler
- Jeep 1970; continua sotto la proprietà della Chrysler
- Kelvinator 1954; venduto nel 1968
- AM General 1971; venduto nel 1985
- Wheel Horse 1970; venduto nel 1986

## Modelli prodotti
Sportiva
- 1970-1971: AMC AMX/3

Subcompact
- 1955–1962: Metropolitan*
- 1970–1978: AMC Gremlin**
- 1979–1983: AMC Spirit
- 1981–1983: AMC Eagle (SX/4 e Kammback)
- 1983–1987: Renault Alliance basata sulla Renault 9.
- 1984–1987: Renault Encore basata sulla Renault 11.

Compact
- 1955–1956: Nash Rambler/Hudson Rambler
- 1957: Rambler Six/Rambler Rebel
- 1958–1969: Rambler American/AMC Rambler
- 1968–1970: AMC AMX
- 1968–1974: AMC Javelin
- 1970–1977: AMC Hornet
- 1975–1980: AMC Pacer
- 1978–1983: AMC Concord

Crossover
- 1980–1988: AMC Eagle

Mid-size
- 1956–1960: Rambler Six
- 1957-1960 e 1966-1968.: Rambler Rebel
- 1961–1966: Rambler Classic
- 1965–1966: Rambler/AMC Marlin
- 1968–1970: AMC Rebel
- 1971–1978: AMC Matador

Full-size
- 1955–1956: Hudson Wasp
- 1955–1956: Nash Statesman
- 1955–1957: Hudson Hornet
- 1955–1957: Nash Ambassador
- 1958–1974: Ambassador V-8 by Rambler/Rambler Ambassador/AMC Ambassador
- 1967: AMC Marlin